# Чухломка (Ветлузький район)
Чухломка (рос. Чухломка) — присілок в Ветлузькому районі Нижньогородської області Російської Федерації.
Населення становить 33 особи. Входить до складу муніципального утворення Макар'євська сільрада.

## Історія
Від 2009 року входить до складу муніципального утворення Макар'євська сільрада.

## Населення
| 1999 | 2002 | 2010 |
| ---- | ---- | ---- |
| 9    | ↘8   | ↗33  |